# Seim (Fluss)
Der Seim (russisch und ukrainisch Сейм; auch Sejm) ist ein 748 km langer, linker und größter Nebenfluss der Desna im Westen des europäischen Teils Russlands und in der nordöstlichen Ukraine.
Er entspringt in der Oblast Belgorod im Süden der Mittelrussischen Platte westlich von Gubkin. Ohne diese Stadt zu durchfließen, wendet sich der Fluss von der Quelle in westlicher Richtung über Kursk nach Sosnyzja, wo er etwas unterhalb in die Desna mündet.  Im Unterlauf durchfließt der Seim die Dnepr-Niederung.
Das Einzugsgebiet des Seim umfasst 27.500 km².
Weitere Städte am Seim sind Lgow, Rylsk, Putywl und Baturyn. Am Seim liegt auch das Kernkraftwerk Kursk (⊙).

## Geschichte
Am 17. August 2024 wurde berichtet, dass im Rahmen der Militäroperation des ukrainischen Militärs in der Oblast Kursk eine wichtige Brücke (⊙) über den Fluss Seim bei Gluschkowo zerstört wurde. Am 19. August 2024 wurde die Zerstörung einer weiteren Brücke (⊙) bei Swannoje gemeldet. Laut NYT zerstörten die Ukrainischen Streitkräfte im Verlauf der Operation auch eine dritte Brücke über die Seim.
Es wird dadurch für russische Truppen deutlich schwieriger, die Region Kursk zurückzuerobern. 
Der Sejm begrenzt das von der Ukraine eroberte Gebiet im Norden.